# Esteban Dečanski
Esteban VII Uroš III Dečanski Nemanjić (en serbio: Stefan Uroš III Dečanski; serbio cirílico: Стефан Урош Дечански III), (c. 1285 - 11 de noviembre de 1331) fue rey de Serbia de 1321 al 8 de septiembre de 1331. Tomó su nombre del gran Monasterio de Visoki Dečani que construyó en Kosovo, y fue canonizado poco después de su muerte.

## Biografía
Era el hijo del rey Esteban Uroš II Milutin y Ana de Bulgaria. Sus abuelos maternos eran Jorge I de Bulgaria y María, hermana de Iván Asen III de Bulgaria.
Siendo aún joven, fue enviado por su padre a las órdenes del General Nogai Khan, del Imperio de la Horda de Oro, y a su regreso se encargó del gobierno de Zeta (aproximadamente el actual Montenegro).
Se casó en primeras nupcias con Teodora, hija de Smilets de Bulgaria, y posteriormente con la princesa bizantina María Paleóloga.

## Reinado

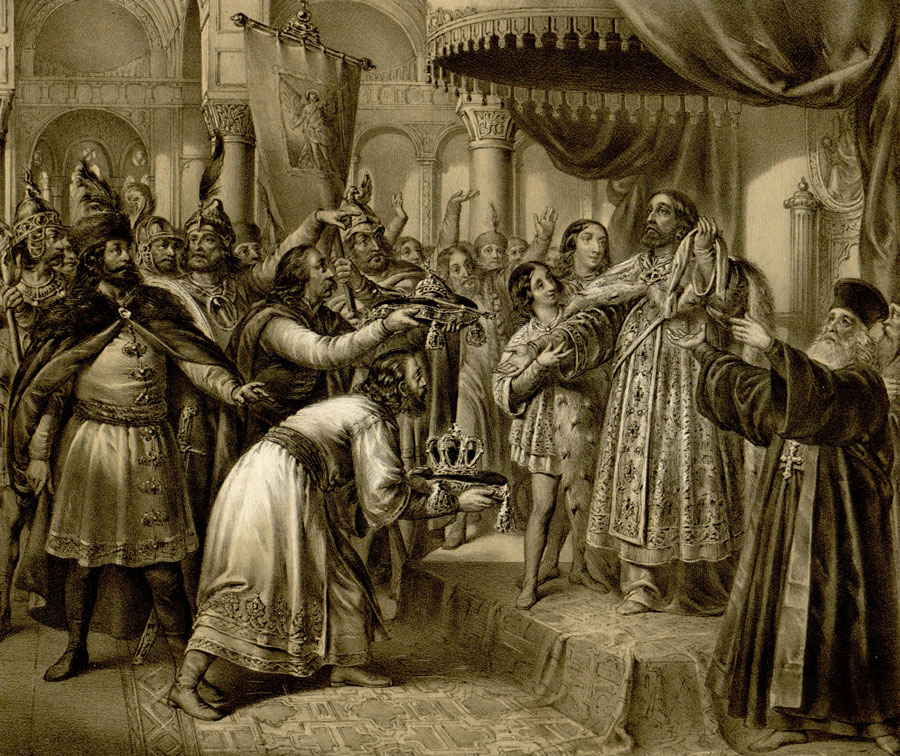
Coronación de Stefan Dečanski, litografía de 1852 de Anastas Jovanović.

Según la leyenda, en 1314 su padre, tras una pelea, le envió a Constantinopla para que le cegasen, pero consiguió recuperar la visión. En 1320 se le permitió regresar a Serbia y tuvo que derrotar a varios pretendientes al trono antes de ser coronado en 1321. Entre ellos estaba su hermanastro Stefan Constantino, a quien derrotó y mató en 1322, y su primo Stefan Vladislav II, a quien derrotó y exilió en 1324.
Los pretendientes buscaron apoyo en el exterior, y Uroš tuvo que hacer frente a una alianza de Bulgaria y el Imperio bizantino. El emperador búlgaro Miguel Shishman, de la dinastía Asen, se divorció de Ana, hermana de Uroš, y se casó con la princesa bizantina Teodora Paleóloga. Su intención era unir sus fuerzas para una gran invasión de Serbia en 1330. Esto llevó al evento más importante del reinado de Uroš III, la Batalla de Velbazhd, en la que derrotó a los búlgaros y murió su emperador Miguel.
Tras la derrota de su aliado, el emperador bizantino Andrónico III Paleólogo optó por retirarse, dirigiéndose hacia presas más sencillas. Sus conquistas permitieron a Uroš III extender las fronteras de Serbia hacia el sur, hacia la Macedonia bizantina. Algunos de sus cortesanos, sin embargo, estaban descontentos con sus políticas y conspiraron para destronarlo en favor de su hijo Dušan. Así, pasó los últimos días de su vida en el castillo de Zvecan, donde murió, posiblemente asesinado, en 1331.
Aunque sus actos estaban frecuentemente lejos de la bondad, la Iglesia ortodoxa serbia le canonizó. Sus restos mortales permanecen en la iglesia del Monasterio de Visoki Dečani, que hizo construir en Kosovo. Fue un gobernante muy religioso, y en 1327 donó un valioso icono para la Basílica de San Nicolás, en Bari. Su fiesta se celebra el 24 de noviembre.